# Erythrastrea wellsi
Espèce
Synonymes
- Lobophyllia wellsi Ma, 1959[2]

Erythrastrea wellsi est une espèce de coraux de la famille des Merulinidae (selon WoRMS) ou de la famille Faviidae (selon ITIS).

## Publication originale
- Ma, 1959 : Effect of water temperature on growth rate of reef corals. Oceanographia sinica special volume, 1, p. 1-116.